# 52e Rue Est
52e Rue Est fue un sello discográfico de jazz en Francia durante las décadas de 1970 y 1980 que lanzó algunos álbumes de jazz, soul y blues. La lista del sello incluía a Chet Baker y Archie Shepp.

## Discografía
| Disco No. | Artista                              | Álbum                                      | Año  |
| --------- | ------------------------------------ | ------------------------------------------ | ---- |
| 001       | Bob Dorough                          | Devil May Care II                          | 1982 |
| 002       | Jimmy Gourley                        | Jimmy Gourley and the Paris Heavyweights   | 1972 |
| 003       | Jean-Loup Longnon Big Band           | Torride                                    | 1984 |
| 004       | Pip Pyle                             | L'Équipe Out                               | 1986 |
| 005       | Karim Abdul-Alim                     | Dance                                      | 1983 |
| 006       | Philippe Gaillot                     | Concept                                    | 1986 |
| –         | –                                    | –                                          | –    |
| 015       | Archie Shepp y Horace Parlan         | En concert: 1st set                        | 1987 |
| 016       | Archie Shepp y Horace Parlan         | En concert: 2nd set                        | 1987 |
| 017       | Archie Shepp y Chris McGregor        | En concert à Banlieues Bleues              | 1989 |
| 018       | Archie Shepp y Michel Marre Quinteto | Passion                                    | 1985 |
| 019       | Chet Baker y Steve Houben            | Chet Baker & Steve Houben                  | 1980 |
| 020       | Jimmy Gourley y Richard Galliano     | Flyin' the Coop                            | 1991 |
| 021       | –                                    | –                                          | –    |
| 022       | –                                    | –                                          | –    |
| 023       | Gritando Jay Hawkins                 | The Night and Day of Screamin' Jay Hawkins | 1965 |
| 024       | Orquesta de Jazz Languedoc-Rosellón  | Dialogues                                  |      |
| 025       | Mamdouh Bahri                        | From Tunisia With Love                     | 1991 |
| 026       | –                                    | –                                          | –    |
| 027       | Michel Bastet/Frédéric Folmer        | Nostalgia n' Barbès                        | 1992 |

Notas:
- 006 y 025 sin confirmar
- 018 es una versión ampliada del LP Vent du Sud 105 (titulado You're My Thrill )
- 023 es una reedición de Planet PLL-1001 [1]